# Вертинская, Анастасия Александровна
Анастасия Александровна Верти́нская (род. 19 декабря 1944, Москва, СССР) — советская и российская актриса театра и кино, общественный деятель; народная артистка РСФСР (1988), младшая дочь Александра Вертинского.
Наиболее известные фильмы с участием актрисы — «Алые паруса» (1961), «Человек-амфибия» (1961), «Гамлет» (1964), «Война и мир» (1967), «Анна Каренина» (1967), «Не горюй!» (1969), «Влюблённые» (1969), «Случай с Полыниным» (1970), «Тень» (1971), «Безымянная звезда» (1978), «Овод» (1980), «Мастер и Маргарита» (1994).

## Биография
Анастасия Вертинская родилась 19 декабря 1944 года в Москве, в семье поэта, исполнителя песен и актёра Александра Николаевича Вертинского, который в 1943 году после долгих лет эмиграции вернулся из Шанхая в СССР. Её мать — Лидия Владимировна Циргвава, художница и киноактриса. Анастасия росла и воспитывалась со старшей сестрой Марианной. Марианна родилась в Шанхае (в трёхмесячном возрасте, как сама шутила, совершив «своё первое путешествие за границу»), Анастасия — в Москве, в гостинице «Метрополь», где семья провела три года, прежде чем получила квартиру на улице Горького, 14.
У сестёр было счастливое детство, родители постарались дать им наилучшее образование, особый упор при этом делая на занятия музыкой и изучение иностранных языков. «Отец старался всесторонне нас развивать: учил любить литературу, искусство, музыку, считал, что вне зависимости от того, кем его дочери станут во взрослой жизни, они обязаны быть разносторонне образованными», — позже вспоминала Анастасия Вертинская.
Актриса всегда с любовью отзывалась о своём отце. «Папа никогда нас с сестрой не воспитывал. Не спрашивал, что у нас в дневниках. Им был найден удивительный язык для общения. Он, например, говорил: „Я очень страдаю, когда знаю, что вы шалите“. Вот чтобы он не страдал, я из последних сил держала в руках свой „жуткий“ характер», — рассказывала она. По словам Анастасии, её отец приходил в восторг, когда они с сестрой получали пятёрки по пению: его это вполне удовлетворяло, остальное — не интересовало. Когда же она, увлечённая чтением книг из семейной библиотеки, запускала учёбу и приносила плохие отметки, он лишь с гордостью замечал: «В меня пошла!».
А. Вертинская говорила, что у неё была «почти мистическая связь» с отцом. Она вспоминала, как в день самого последнего концерта Вертинского в Ленинграде вечером в доме раздался звонок. «Звонок был какой-то резкий. И мама села ждать, что её соединят с Ленинградом и она будет говорить с папой: время было такое уже вечернее, после концерта. И — да, в этот момент я выбежала в ночной рубашке и спросила: „Мама, что случилось: папа умер?“» После этого рокового дня, ставшего сильнейшим потрясением всей её жизни, Вертинскую не оставляло ощущение, что отец незримо находится рядом. «Я думаю, что он ограждает меня от каких-то бед, может быть, более серьёзных и пытается по-прежнему создать эту иллюзию прекрасной жизни», — говорила она.
Спустя много лет после его смерти, отвечая на вопрос, почему она не хотела бы, чтобы сын носил фамилию «Вертинский», актриса говорила: «Я не уверена, что фамилия Вертинский должна продолжаться. Мой отец был настолько великим, что для российской культуры достаточно одного его имени. Это целая эпоха, фамилия Вертинский будет жить в веках, это бриллиант в короне нашей культуры».

### Первый успех
В детстве Анастасия Вертинская хотела стать балериной, но её не взяли в балетную труппу, признав «слишком крупной девочкой». Затем она решила посвятить свою жизнь иностранным языкам, но всё изменилось в 1960 году.
Когда к режиссёру Александру Птушко, искавшему исполнительницу главной роли в фильме «Алые паруса», пришла девочка-подросток в спортивном костюме с короткой стрижкой, он поначалу собирался отказать ей в пробе. Только после того, как Вертинской подобрали длинный парик и переодели её в платье, Птушко разрешил сделать несколько снимков, оценил выразительность внешности пятнадцатилетней школьницы и утвердил её на роль Ассоль в фильме, где снялись также Василий Лановой, Иван Переверзев, Сергей Мартинсон, Олег Анофриев (героиня Вертинской говорила в фильме голосом актрисы Нины Гуляевой, которая позже рассказывала, что «Насте было 15 лет, и она не смогла профессионально озвучить свою героиню, поэтому режиссёр пригласил на озвучивание меня»).
«Алые паруса» только за первый год проката посмотрели 23 миллиона зрителей. Анастасия Вертинская впоследствии неохотно рассказывала о своём «звёздном» дебюте в кино. «Я тогда толком не знала, что делать перед камерой, как двигаться и что говорить», — вспоминала она. Актриса возненавидела фильм «Алые паруса» за то, что он «сделал её знаменитой и лишил возможности спокойно ходить по магазинам», но всегда с большой теплотой отзывалась о своём партнёре по съёмочной площадке, Василии Лановом.
Также в 1961 году на экраны страны вышел фильм Геннадия Казанского и Владимира Чеботарёва «Человек-амфибия», снятый по роману Александра Беляева. Съёмки проходили в Коктебеле, Ялте, Баку и Пицунде.
В. Чеботарёв говорил, что когда ассистенты по всему Советскому Союзу разыскивали актёров на главные роли, он дал им установку: «…у Гуттиэре в глазах должно быть небо, а у Ихтиандра — море». Анастасия Вертинская, удовлетворявшая этому критерию и приглашённая на роль главной героини, как вспоминал один из профессиональных ныряльщиков, «горела желанием работать и ради съёмок научилась блестяще плавать». Отказавшись от дублёров, она плавала в ледяной воде, ныряла без акваланга и могла подолгу находиться на глубине.
У фильма нашлись критики, которых возмутило, что героиня слишком часто появляется в купальнике и в каждом эпизоде меняет платье. Тем не менее «Человек-амфибия», став лидером кинопроката 1962 года (его посмотрели 65 миллионов зрителей) и получив в Триесте на Международном фестивале фантастического кино премию «Серебряный астероид», упрочил статус А. Вертинской как восходящей звезды советского кинематографа.
Кроме холода, актрисе мало что запомнилось из того опыта. «Снимался банальный фильм под водой по произведению на уровне шлягерной беллетристики», — так отзывалась она впоследствии о картине. Сравнивая свою звёздную роль с более поздними и зрелыми, Вертинская говорила, что относится к ней снисходительно, как к первому актёрскому опыту: «Смеюсь над образом с нежностью и теплотой и делаю скидки на возраст. Смотрю на фильм, как смотрят на детские фотографии, где есть подростковая нелепость».

### Начало театральной карьеры
В 1962 году Анастасию Вертинскую, ещё не имевшую театрального образования, приняли в труппу Московского театра имени Пушкина. Юная актриса много гастролировала и в составе актёрских бригад объездила всю страну. Успех двух первых фильмов явился для начинающей актрисы серьёзным испытанием. Много лет спустя Вертинская говорила:
C тех пор я боюсь толпы. В советские времена у нас ведь не было телохранителей, машин с затемнёнными стёклами. Я ездила в театральный институт в тех же трамваях, что и все, так же стояла в очереди за хлебом. Мало того, что меня узнавали, так каждому хотелось меня потрогать. Е́ду на съёмки в Ленинград, и в купе вваливаются четыре человека с коньяком. Я не пью, хочу спать, а не сидеть с этими людьми, но приходится. Это было жуткое насилие над личностью, оно угнетало меня всю жизнь.
В 1963 году Анастасия Вертинская поступила в Высшее театральное училище имени Б. В. Щукина; там к этому времени уже училась старшая сестра Марианна. На вступительных экзаменах Анастасия провалилась: педагог согласилась разрешить переэкзаменовку «только из уважения» к её ролям в кино. Подруга сестры Людмила Максакова помогла знаменитой абитуриентке подготовить вступительный репертуар, и вторая попытка оказалась успешной. В числе однокурсников Вертинской были Никита Михалков и Николай Бурляев. «Я много работала, у меня было маниакальное желание стать актрисой», — позже говорила она.
Студентка Вертинская оказалась в центре всеобщего внимания. «Она пришла на курс уже звездой. И хотя всегда вела себя очень достойно и сдержанно, для всех была человеком, который находится… бог знает где. Она понимала, что к ней — напряжённый интерес: смесь зависти с благоговением», — вспоминал Никита Михалков, будущий муж. К этому примешивались и более зловещие мотивы, связанные с ранней славой и незащищённостью юной актрисы. «Ей тюками приходили письма. Баба какая-то за ней гонялась не вполне нормальная, которая сыпала песок ей в глаза», — рассказывала сестра Марианна. Актёр Александр Калягин вспоминал о парне, который «…бегал за ней по аудиториям с ножом, грозил зарезать её и покончить с собой».
Но всеобщее внимание со стороны студентов к Вертинской объяснялось, прежде всего, её творческим подходом к учёбе. «Каждая её работа становилась обсуждавшимся экспериментом. Все бежали… Вертинская сейчас будет играть!» — вспоминал Н. Михалков. Актриса, как позже сама вспоминала, игнорируя требования преподавателей (в частности, Шихматова, грозившего двойками), «всегда хотела быть кем-то, кем не была в действительности. Без конца что-то затевала, не соответствующее своему амплуа».

### «Гамлет»
В 1964 году на экраны СССР вышел фильм Григория Козинцева «Гамлет», где снялись, в числе прочих, Иннокентий Смоктуновский, Михаил Названов и Юрий Толубеев. Вертинская сыграла здесь Офелию — роль, о которой мечтали многие актрисы, — и, будучи всё ещё студенткой театрального вуза, создала, как отмечали специалисты, яркий и впечатляющий образ.
Важным фактором успеха актрисы явилась её восприимчивость к музыке. «У неё были реальные восемнадцать лет, великолепные, очень подходящие для шекспировского образа внешние данные — хрупкость, чистота, облик, похожий на портреты раннего Возрождения… Всё было хорошо: и руки, и шея, и походка, но сердце не билось. Сердце заставил биться Шостакович. Так бывает», — писал год спустя режиссёр Козинцев в лекции «О режиссуре».
Отзывы советской прессы были неоднозначными. «Да, нас вновь пленяют поэтичность и девственная ясность внешнего облика Офелии-Вертинской. Но мы хотим видеть в этой роли большее, хотим проследить глубину переживаний, развитие и переходы человеческих чувств. Но тщетно. Внешние движения актрисы не таят под собой движений внутренних», — писал в 1967 году кинокритик Л. Нехорошев. Лишь впоследствии критики причислили роль Офелии к числу самых значительных и ярких в карьере актрисы.
Вертинская говорила, что работа в «Гамлете» стала для неё, с одной стороны, серьёзным испытанием («Такую роль, говорят, сыграть — и умереть. А если всего девятнадцать лет, и надо жить, надо работать и работой каждый день доказывать, что „чудо“ не было чудом, что ты можешь стать актрисой?»), с другой — настоящей школой актёрского мастерства. Особенно много дала ей совместная работа с И. Смоктуновским. «Кухня, которую я увидела в нём, она была… совершенно магической. Тогда я поняла, что профессия <актёра> — не только ремесло, но и какое-то таинство», — позже рассказывала актриса.
Фильм, получивший многочисленные награды (в частности, специальный приз жюри Венецианского кинофестиваля), принёс Вертинской международную известность: её стали называть «самым талантливым сердцем советского кино», «Вивьен Ли советского экрана». Эта роль явилась поворотным пунктом творческого развития актрисы. Вертинская говорила, что именно после Офелии по-настоящему «поняла, что хочет стать актрисой».
При том, что актриса получала выдающиеся предложения, ощущался дисбаланс между её устремлениями и возможностями их реализации. Как отмечалось позже, «печать естественного (врождённого) аристократизма» вынуждала актрису к «избирательному» существованию — особенно в кинематографе, далёком от повседневной актуальности советского искусства. Вертинская вспоминала, что за четыре года обучения в Щукинском училище не сыграла ни одной «героини». «Мне всё время ставили то 3, то 4 по мастерству — хотя диплом с отличием: педагоги наказывали за то, что я никак не хочу сыграть героиню. То я играла коммунальщицу, которая соседям в еду́ соль подсыпа́ет, то какую-то идиотку… Меня тянуло на хара́ктерные роли», — рассказывала она. Мечта осуществилась лишь в 1973 году, когда Вертинская, к своему восторгу, получила роль Оливии в спектакле «Двенадцатая ночь» Питера Джеймса, главного режиссёра Шеффилдского театра.

### Фильмы конца 1960-х годов
Успех в «Гамлете» принёс Вертинской не только международную известность, но и ощущение приближения к внутренней гармонии. «Мне говорили: „Ты дочка Вертинского“, и я протестовала внутренне: хотела быть независимой от фамилии. Потом мне говорили: „Какая красивая!“ Но в красоте тоже не было моей заслуги. А мне хотелось услышать: „Какая артистка!“ Только когда мне это сказали, всё встало на свои места», — позже вспоминала актриса.
После «Гамлета» Вертинская стала одной из самых популярных актрис советского кино. Ещё будучи студенткой театрального училища имени Б. В. Щукина, она получила роль Лизы Болконской в киноэпопее Сергея Бондарчука «Война и мир» (1966—1967).
Режиссёр Сергей Бондарчук предложил смелую и неожиданную трактовку образа, при котором «маленькая княгиня» становилась трагической фигурой. Недалёкая, неумная, ограниченная женщина. Прелестная, хорошенькая, уютная. Возможно, останься она жива, мы не полюбили бы её. Ведь она была женой князя Андрея, а что она рядом с ним?.. Думаю, их пути всё равно разошлись бы, слишком разными они были. Но Лиза умерла. А в душе князя Андрея на всю жизнь остался этот немой трагический вопрос: «Зачем? За что? За что погиб человек?» Мне кажется, Толстой предостерегает здесь от той роковой ошибки, которую мы иной раз совершаем, не замечая любви ближнего. Снимаясь в «Войне и мире», я поняла, что можно, не играя трагедии, создать образ трагического звучания.А. Вертинская о роли Лизы Болконской. «Актёры советского и российского кино»
Сложнейшую задачу — сделать эпизодическую роль яркой и запоминающейся — актриса, как отметили все кинокритики, выполнила блестяще, передав сложную гамму необычных, острых чувств с ощущением внутренней актёрской свободы и естественности поведения на экране. А. Вертинская наделила образ неожиданной многоплановостью, позволившей проследить, как развивающаяся под слоем инфантильности новая личность гибнет, не успев осознать «ни смысла жизни, ни смысла своей боли», так что «на мёртвом её лице навсегда <застывает> вопрошающее, по-детски удивлённое выражение… Перед нами уже не условно выражаемые, а истинные движения живой человеческой души», — писал в 1967 году альманах «Актёры советского кино».
В числе высоко отмеченных кинокритикой работ Вертинской того времени была роль Кити Щербацкой («Анна Каренина», 1967), Ольги Борисовны («Преждевременный человек», реж. А. Роом, по незавершённой пьесе Максима Горького «Яков Богомолов»), Галины Петровны («Случай с Полыниным», реж. А. Сахаров, по одноимённой повести К. Симонова), которую сама актриса позже называла (наряду с Моной и Оливией) в числе трёх своих самых любимых.
Успех имел и фильм «Не горюй!» по роману Клода Тилье «Мой дядя Бенжамен». Режиссёр Георгий Данелия, как он сам вспоминал, приглашая на роль Мэри (дочери доктора Левана Цинцадзе) Вертинскую, вовсе не руководствовался тем, что её мать — грузинка. «Нет, мы даже с Ревазом Габриадзе и забыли об этом. Когда сели за сценарий, то ещё с первой страницы знали, что Мэри будет играть Вертинская. Потому что героиня должна была быть красивой, аристократичной. А это — именно Настя», — рассказывал он.

### «Современник» и МХАТ
В 1966 году Анастасия Вертинская окончила (с отличием) театральный курс Щукинского училища вместе с Н. Руслановой, А.Л. Кайдановским, Л. Филатовым, Н. С. Гурзо, В.А. Качаном, И.В. Дыховичным, А. С. Халецким, Яном Арлазоровым. Театральный сезон 1967—1968 годов она провела в театре им. Вахтангова, в том же 1968 году она перешла в театр «Современник», где проработала до 1980 года. «Кино не давало необходимой уверенности. Надо признаться, я вызревала очень медленно. И только перейдя из „Современника“ во МХАТ, <я> оказалась на необходимом и адекватном себе уровне профессионализма», — говорила актриса.
В «Современнике» её ключевыми ролями стали Раневская («Вишнёвый сад» А. П. Чехова), Валентина («Валентин и Валентина» М. Рощина), позже — Оливия («Двенадцатая ночь» У. Шекспира). Специалисты отмечали в творчестве актрисы утончённость, пластичность, «сочетание внешней отточенности движений с глубоким внутренним психологизмом». Впрочем, успех и здесь давался нелегко: «В „Современнике“… я ходила два года в массовке, потом играла какие-то роли, удававшиеся, дай Бог, через раз», — вспоминала она. Своим учителем в театре А. Вертинская называла Олега Ефремова. Вместе они проработали в театре в общей сложности двенадцать лет, — сначала в «Современнике», затем во МХАТе.
В числе наиболее известных мхатовских работ А. Вертинской были Нина Заречная («Чайка») и Елена Андреевна («Дядя Ваня»), сыгранные ею «со всей насыщенностью душевных переживаний», но без «пустого пафоса», — как писала пресса. «Я счастлива, что мне пришлось пройти через А. Чехова. Это — очень жестокий автор, он не льстит. Но и не выводит прямой морали: как надо жить — как не надо, кто герой — кто не герой. Для А. Чехова герой — тот, кто в состоянии преодолеть рутину серых будней, потому что жизнь в основном и состоит из таких будней», — рассказывала актриса об этих ролях.
Сценическим достижением А. Вертинской стала и работа в «Тартюфе» по Мольеру в мхатовской постановке А. Эфроса (1981). Её Эльмира была выделена эстетически, как «дама со знаменитых французских гобеленов или картин Ватто, недоступная в своей невероятной красоте и изяществе». А. Эфрос, восхищённый работой А. Вертинской в «Тартюфе», предложил ей на выбор любую из двенадцати пьес; актриса предпочла «Бурю» Шекспира. «Она имела счастливейшую возможность выбирать то, что ей хотелось», — говорил об этом периоде театральной жизни А. Вертинской Н. Михалков.
Специалисты высоко оценили также её Лизу Протасову («Живой труп» Л. Н. Толстого), Дотти («Прекрасное воскресенье для пикника» Теннесси Уильямса), Наташу («Наедине со всеми» А. Гельмана), Пат («Перламутровая Зинаида» М. Рощина).
В шекспировской «Буре», поставленной в помещении Пушкинского музея А. Эфросом, А. Вертинская сыграла две роли: Просперо и Ариэля. Критики отмечали, что актриса стала «знаком красоты» этого спектакля, воплотив в своём исполнении «гармонию жеста, звука, движения»; об уникальной актёрской грации с восхищением говорил и сам режиссёр спектакля.

В другой шекспировской постановке, «Двенадцатая ночь» (1975) главного режиссёра Шеффилдского драматического театра Питера Джеймса (отечественному зрителю известной по телеверсии, вышедшей на экран в 1978 году), А. Вертинская сыграла Оливию, не только впервые продемонстрировав яркий комедийный талант, но и явив необычайную изобретательность в трактовке образа. Актриса вспоминала: 
Я обожаю этот спектакль. «Современник» — вообще театр, в котором я без конца экспериментировала. И в этой роли тоже. Я убрала все краски со своего лица и сделала такую возрожденческую внешность — без бровей, без ресниц. Английский режиссёр Питер Джеймс дал нам невероятную свободу. У него было огромное чувство юмора, и это всех раскрепостило. Он обожал показывать — выбегал на сцену, расставив ручки, живот — вперёд, длинные волосы развевались. Очень смешно. И очень обаятельно… Для актёра играть комедию — огромное удовольствие, да и самим проектом все были увлечены. Звёздная труппа: Марина Неёлова, Олег Табаков, Юрий Богатырёв, Костя Райкин, Пётр Щербаков, Нина Дорошина… Когда работаешь с такими потрясающими партнёрами, атмосфера возникает уникальная.А. Вертинская. «Известия», 2009
К. Райкин считал успех Оливии в исполнении Вертинской совершенно закономерным. «Конечно же, она <Вертинская> — весёлый, ироничный, озорной, хулиганистый человек и — как только этому нашлось применение, это получило такое яркое воплощение», — говорил он. «Анастасия Вертинская играет Оливию так, что понимаешь: комедия — её жанр истинный, я бы сказал, её призвание. (Можно лишь пожалеть, что лирические и драматические роли она играет гораздо чаще, чем комедийные)», — писал кинокритик Ю. Смелков.

### 1970-е — 1980-е годы: работа в кино
Массовая популярность А. Вертинской не всегда помогала ей в работе. Нередко талант молодой актрисы в театре просто не хотели замечать, ставили её в массовки. Временами актрисе приходилось искусственно «упрощать» себе внешность, чтобы соответствовать стереотипам: она «запихивала вату в нос, рисовала веснушки, стриглась под горшок… Но режиссёры всё равно не знали, что делать с девушкой не из народа». А. Вертинская признавала, что у неё были большие перерывы в работе, «когда время требовало других героинь — румяных и весёлых активисток»:
Помню, я уже сыграла в «Алых парусах», «Человеке-амфибии» и «Гамлете», и в Британии мне дали премию как лучшей Офелии, когда в «Современнике» меня поставили в массовку на два года. Я была счастлива. Выходила в «Голом короле» в лосинах, нас было шесть или семь девочек, и мы пели: «Дух военный не ослаб, Ум-па-па-рару-рару, Нет солдат сильнее баб, Ум-па-па-рару-рару»… На сцене появлялся король, которого блистательно играл Евгений Евстигнеев, а по залу проносилось: «Вертинская, Вертинская». И меня сняли, потому что Евстигнеев сказал: «<Она> мне мешает»…А. Вертинская. Интервью газете «Неделя». 2009
Впрочем, актриса рано поняла опасность соблазна «войти в обойму» и никогда не жалела об упущенном. «Мне нечего было играть. Огромный простой… <Но> не жалею ни об одной отвергнутой мною роли. Наоборот — только о тех, что, дав слабину, к сожалению, сыграла», — говорила она.
В 1971 году Вертинская снялась (с Олегом Далем и Андреем Мироновым) в философской притче «Тень» Надежды Кошеверовой по пьесе Евгения Шварца. Затем последовал фильм «Человек на своём месте» (реж. А. Сахаров, 1972) и за ним — шестилетняя пауза. «Я не гожусь на роли сталеварш и общественного работника. У меня нет этого не только во внешности, но и в жизни, и пафоса этого я не знаю…», — так объясняла она этот перерыв, добавляя: «Это — трудное существование, когда у тебя существуют рамки твоей социальности».
Одной из самых заметных работ актрисы в кино в 1970-е годы стала роль Моны в телефильме Михаила Козакова «Безымянная звезда» (1978) по одноимённой пьесе румынского драматурга Михаила Себастьяна. «Козаков говорил: ну, вы тут сами всё знаете; как знаете, так и сыграйте. Несколько сцен он отдал нам на откуп, и мы их как знали, так и сыграли», — вспоминал впоследствии И. Костолевский, её партнёр.
Актёры были так увлечены работой, что завершили её всего за один месяц. Фильм, в котором режиссёр позволил актрисе самой создать образ героини, остался для неё одним из самых любимых в карьере: «Роль такая выпадает один раз в двести лет. Потому что в этой роли есть всё: и лирическое начало, и драматическое, и комедийное… Теперь таких ролей нет». «Больше всего …люблю Мону, потому что она пришлась на мой зрелый период, когда я была сформировавшейся актрисой», — говорила А. Вертинская.
В телесериале «Овод» (1980) по роману Этель Лилиан Войнич А. Вертинская сыграла Джемму. В главной роли здесь дебютировал Андрей Харитонов, впоследствии в качестве режиссёра снявший А. Вертинскую в «Жажде страсти». Затем последовал фильм «Кража» режиссёра Леонида Пчёлкина по пьесе Джека Лондона: А. Вертинская сыграла здесь главную роль, а партнёром её вновь выступил И. Смоктуновский.
В 1988 году А. Вертинская сыграла две необычные для себя резко отрицательные роли: Герцогиню («унаследованную» от матери, — «Житие Дон Кихота и Санчо») и Моргану («Новые приключения янки при дворе короля Артура»). Своеобразным контрастом явилась «бурно-комично» сыгранная ею роль «придурковатой мамаши» в фильме «В городе Сочи тёмные ночи» режиссёра В. Пичула.
В 1989 году А. Вертинская написала пьесу «Мираж, или Дорога русского Пьеро» по мемуарам отца, осуществила её постановку и сама же сыграла роль Александра Вертинского в спектакле, приуроченном к 100-летию со дня рождения великого шансонье. С течением времени восприятие образа актрисы менялось, но — всегда по восходящей. «…Она была символом десятилетий: в 60-х — девушкой-мечтой, в 70-х — женщиной-стилем, в 80-х заняла пьедестал кумира», — писала позже одна из газет.

### Преподавательская деятельность
С началом перестройки Вертинская, как позже сама вспоминала, преисполнилась общим «духом свободы», тем более что была, по её словам, «генетически предназначена для независимого существования».
«Современник», а впоследствии МХАТ — это была определённая структура. Для прессы, для всех мы назывались единомышленниками, а на самом деле это означало «вы ходите строем, а мы вас будем отбирать». Есть возраст, когда ты хочешь ходить строем, даже сачкуя немножко. Когда понятия не имеешь, как играть роли, которые на тебя свалились, стоишь под общей гребёнкой, и тебе комфортно. Но рано или поздно настоящая творческая личность стремится вырваться из жёсткой структуры.А. Вертинская. «Неделя», 2009
«Семья и друзья были в шоке, когда я ушла, потому что ушла я с положения ведущей актрисы. Я же по типу характера часто меняю свою жизнь, и мне это далось легко», — говорила актриса.
В 1989 году Анастасии Вертинской предложили преподавать актёрское мастерство в Оксфордском университете. Она согласилась и следующие 12 лет (c перерывами) проработала за рубежом. После Оксфорда в Париже А. Вертинская долгое время вместе с Александром Калягиным вела мастер-класс в «Комеди Франсэз» и «Чеховской школе»; преподавала также в швейцарской «Школе европейского кино». Поставленный ею с группой учеников (как итог трёхмесячного каждодневного преподавания) спектакль «Чехов. Акт III» (куда вошли третьи акты пьес «Дядя Ваня», «Три сестры» и «Вишнёвый сад») с успехом прошёл на сцене парижского театра Nanterre-Amandiers.
О работе за рубежом А. Вертинская говорила: «Классно было всё. Вырваться из-под ига главного режиссёра и всей рабской системы. Мне нравилось всё, начиная с момента упаковки чемодана…» Но «постоянно жить, отдавая себя воспитанию студентов, — для этого надо быть человеком другого типа», — отмечала актриса. Кроме того, А. Вертинскую всё это время тяготила отдалённость от Родины. «Когда я надолго задерживаюсь по работе за границей, я иногда даже заболеваю. Я заболеваю физически, но очень хорошо знаю, что в тот момент, когда автомобиль от Шереметьево поворачивает на МКАД, на этом повороте я выздоравливаю», — рассказывала она.
А. Вертинская с большой теплотой вспоминала своих европейских студентов: «актёров по призванию, которые грузят ящики ночами ради того, чтобы А. Чехова получить из русских рук, а комедию дель арте — из итальянских», а потом «не отпускают тебя, даже когда время твоё вышло… Едут за тобой в метро, задают вопросы, и этот урок длится и длится. От этого устаёшь, но нельзя не восхищаться этой постоянной попыткой постичь искусство».
В целом, А. Вертинская, по её словам, без сожаления изменила свою жизнь. «Если бы я не катапультировалась из стен театра, то просто не состоялась бы как личность… Зачем влачить убогое существование? — сидеть в театре и рыдать, что не дают ролей… Нужно всё время поворачиваться спиной к невыгодной мизансцене», — говорила она в интервью.

### 1990-е годы
В 1991 году вышел режиссёрский дебют Андрея Харитонова «Жажда страсти» по мотивам произведений В. Брюсова, где А. Вертинская создала изысканный образ аристократки, своего рода «бесплотно-декоративный призрак» женщины начала века, страдавшей нарциссической страстью. «Что-то роковое, страдальческое, надрывно зловещее излучал картинно-изысканный облик А. Вертинской. Таким несчастьям нет исхода, и подобной жажде нет утоления», — писала об этом образе Т. Москвина.
А. Харитонов считал участие в картине Вертинской своим «главным режиссёрским достижением»; он говорил о необычайной работоспособности, а также почти авантюрной отваге актрисы. «На съёмках в Ялте в холодную декабрьскую погоду ей, одетой лишь в тонкие шифоновые наряды, приходилось работать на свежем воздухе по несколько часов кряду. Когда же снимали эпизод, где её героиня летает, Вертинская отказалась от дублёрши и настояла на том, что сделает всё сама и по-настоящему. Закрепившись на длинных тросах, она бросалась вниз с 15-метрового сооружения. Полёт длился секунды, но повторить (в дублях) его много раз под силу лишь актёру одержимому, безоглядно преданному кино», — писал об этой работе журнал «ТВ Парк» (июнь, 1995).
В 1994 году режиссёром Ю. Карой был снят фильм «Мастер и Маргарита», попавший в прокат лишь в 2011 году. На роль Маргариты была взята А. Вертинская, которая «обошла» на пробах Елену Майорову, Анну Самохину, Веру Сотникову и Ирину Алфёрову. «У неё — масса достоинств. Во-первых — прекрасная актриса, во-вторых — благородство, порода. Кровь! — как говорит Коровьев. Ну, в общем-то, она стала фавориткой продюсеров. Хотя многие из актрис хорошо показались и были достойны быть Маргаритой», — так объяснял Ю. Кара этот выбор.
А. Вертинская без дублёрши работала во всех сценах, включая самую опасную. Сцена полёта снималась в четыре часа ночи на уровне третьего этажа; актриса была привязана тросами к вертолёту; шесть каскадёров держали её за ноги, четверо удерживали оператора. За два дня до начала съёмок она ничего не ела и пила только воду с лимоном. «Не знаю, почему его не пустили на экран: там что-то произошло с авторскими правами. Но думаю, не в этом дело. Просто какие-то высшие силы не захотели, чтобы картина пошла в прокат!» — говорила А. Вертинская впоследствии о загадочной истории экранизации булгаковской классики. При этом образ Маргариты она называла одним из своих любимых. «В русской литературе — это единственная героиня, которая жертвует собой ради другого человека. Именно это я и хотела сыграть», — говорила актриса.
В 1999 году А. Вертинская снялась в фильме «Бременские музыканты» (реж. Александр Абдулов, 2000). По поводу роли Атаманши она говорила, что поначалу не представляла себя в столь агрессивном амплуа. К тому же фонограммы песен были записаны Ларисой Долиной. «Мы с ней абсолютные противоположности… Когда я впервые услышала <себя>, то была близка к отказу… Нужно было что-то придумывать, чтобы, как только я открою рот, сразу не узнали Долину — её роскошный голос слишком узнаваем. Это достаточно сложная задача, когда 50 % роли за тебя уже кто-то сделал», — говорила актриса. В конечном итоге, от этой работы А. Вертинская, по её словам, получила огромное удовольствие.
Во второй половине 1990-х годов А. Вертинская некоторое время сотрудничала с телевидением: успех имели две её авторские программы — «Золотое сечение» и «Другие берега» (ОРТ) — о «людях, которые идут против течения, и которые выигрывают». Однако в теле-формат эти её работы не вписались: на вопрос корреспондента о причине закрытия «Других берегов» актриса отвечала: «Константин Эрнст сказал, что такие передачи на Первом канале не нужны».

### С 2000 года
В 2000-е годы А. Вертинская отошла от активной сценической работы. Она не раз говорила, что причиной тому — всего лишь отсутствие интересных предложений, и поэтому она не исключает возможности возвращения на большую сцену. В одном из интервью актриса заметила, что «сделала в кино достаточно» и не имеет желания «играть маму киллера». Более того, уход со сцены доставил ей немалое облегчение. «Наконец-то я поняла, что можно жить и не беспокоиться, что какое-то время тебя никто не увидит на сцене, на экране, вообще не увидит. И ничего страшного. Это вечное, изматывающее актёрское беспокойство, наконец, оставило меня», — признавалась она.
Единственной заметной её ролью в 2000-х годах стала Элиза в антрепризном спектакле «Имаго» (2002) (пьеса М. Курочкина по мотивам «Пигмалион» Бернарда Шоу) в постановке Н. Чусовой: после возвращения из-за рубежа актриса впервые за много лет вышла на сцену и многих шокировала своим крайне необычным образом. «Многие критики меня ругали, и, возможно, вполне справедливо, но я не могла удержаться, чтобы опять не нарушить все каноны. Это было время, когда я больше не хотела выходить в образе Раневской и выяснять, продан Вишнёвый сад, или не продан, в эпоху, когда он — давно продан. Мне эти образы уже не кажутся больше по жизни привлекательными. Мне показалось привлекательным это помоечное существо, которое превращалось из куколки в какого-то мотыля», — рассказывала об этой роли А. Вертинская в передаче «Другие берега».
По словам актрисы, играть антрепризные спектакли ей «интересно, если существует достойная пьеса. Но, как правило, для антреприз берут пьесы западные, написанные лет двадцать назад: люди не из нашей жизни обсуждают свой быт. Это не то, что хочется играть». Она признала, что не имеет никаких творческих планов, но подчеркнула, что не видит в этом драмы: «Я, скорее, вижу драму в том, что не снимаются Марина Неёлова, Лена Коренева — актрисы такого уровня».

## Общественная деятельность
В 1991 году Анастасия Вертинская создала и возглавила Благотворительный фонд русских актёров (с 1996 года — Благотворительный фонд актёров). «Это, наверное, семейное. Папа занимался благотворительностью, тогда это называлось шефскими концертами. Дедушка был известным адвокатом в Киеве, он вёл дела бедных людей бесплатно. Я стараюсь помочь актёрам, оказавшимся в тяжёлом положении», — говорила актриса о причинах, подсказавших ей этот шаг.
Организация поставила своей целью помогать нуждающимся ветеранам театра и кино, а также поддерживать интересные инициативы молодых актёров и режиссёров. Фонд многие годы оказывал поддержку дому-музею Бориса Пастернака в Переделкино, музею Чехова, Российской государственной библиотеке по искусству, храму Успения Богородицы в Путинках, театру слепых и слабовидящих детей.
Благодаря усилиям Вертинской были установлены памятники актёрам О. Борисову и В. Капустиной, мемориальная доска на доме, где жил Марк Бернес.

### Реставрация песенного наследия А. Вертинского
Своей основной жизненной миссией, помимо работы Благотворительного общества, актриса считает восстановление песенного наследия отца. При её участии были реставрированы многочисленные записи Александра Вертинского и выпущены пластинки с архивным материалом: «Alezandre Vertinsky», «Песни любви», «Легенды века».
Известно, что ещё в 1998 году Вертинская подала в суд на проект «Лучшие песни двадцатого века», когда без её ведома на компакт-диск были записаны две песни Александра Вертинского. Тираж не был аннулирован, но она добилась того, что диски не продавались в Москве и Санкт-Петербурге. Актриса так объясняла тогда свою позицию:
Когда мой отец вернулся в Россию в 43-м году, его концерты были аншлаговые. Тем не менее, ему никогда не разрешали записываться в Доме звукозаписи. Это для певца того времени, когда не было частных студий, очень большой урон. Всё, что мы имеем на сегодня, в лучшем случае записи с концертов, где слышно дыхание зала. Но ведь не все песни отец мог исполнять на широкой публике. Многие записи — из более узких залов, где собиралась свойская публика. И в результате — щеллачные диски. Он очень переживал, что не напел свой репертуар на чистую плёнку в профессиональной студии. Отреставрировать его голос очень трудно. И вот в то время, когда я сижу годами и реставрирую звук, убирая шип, который приятен только любителям-эстетам, выходит этот самый компакт-диск с шипящим Вертинским, как, впрочем, и с шипящим Шаляпиным.А. Вертинская. // «Новая газета», 2000
Вертинская говорила, что не хочет, чтобы Вертинский «выходил в обоймах»: «…Просто считаю, что он не похож ни на кого. Поэт, композитор, артист, он однажды вышел на эстраду и сказал: „И здесь стоя, можно творить высокое искусство“. И исчерпал этот жанр».
В начале 2009 года в Москве актриса выступила и в качестве издателя мемуаров А. Вертинского. В ближайших её планах — опубликовать книгу стихов Александра Вертинского и дореставрировать 16 песен отца. В 2012 году приняла участие в записи альбома «Русское солнце» рок-музыканта Александра Ф. Скляра, прочитав для него два стихотворения своего отца.

## Признание и награды
- 11 августа 1980 — почётное звание «Заслуженный артист РСФСР» — за заслуги в области советского киноискусства[36]
- 17 марта 1988 — почётное звание «Народный артист РСФСР» — за заслуги в области советского театрального искусства[37]
- 7 апреля 2005 — Орден Почёта — за заслуги в области культуры и искусства, многолетнюю плодотворную деятельность[38]
- 4 ноября 2010 — Орден Дружбы — за заслуги в развитии отечественной культуры и искусства, многолетнюю плодотворную деятельность[39]
- 5 ноября 2020 — Орден Александра Невского — за большой вклад в развитие отечественной культуры и искусства, многолетнюю плодотворную деятельность[40]

«Яркая индивидуальность, большой труд и драматический талант позволили Вам добиться серьёзных успехов в актёрской профессии. Свой творческий потенциал Вы раскрыли на сценах ведущих театров страны — в самых разных жанрах и амплуа. А такие киноленты, как Алые паруса, Человек-амфибия, Гамлет и другие пользуются популярностью среди зрителей нескольких поколений», — говорилось в поздравительной телеграмме Президента Д. А. Медведева от 19 декабря 2009 года. «Талантливая, наделённая яркой творческой индивидуальностью актриса, и в кино, и на театральной сцене Вы создали целую галерею неповторимых образов, каждый из которых наполнен удивительной силой и глубиной», — отмечалось в телеграмме В. B. Путина.

## Отзывы критиков
Дебют А. Вертинской в 1961 году очаровал в равной степени зрителей и кинокритиков. Последние, распознав в пятнадцатилетней актрисе восходящую звезду советского кино, поначалу склонны были прощать ей скованность и робость — за природную грациозность, ауру «потусторонности», «обаяние красоты и юной женственности».
Поворотным пунктом творческого развития А. Вертинской, после которого к ней стали относиться более требовательно, стала роль Офелии в «Гамлете» Г. Козинцева. Режиссёр, в качестве определяющего качества Вертинской отметивший «внешность эпохи раннего Возрождения», сумел искусно обратить скованность актрисы-студентки в художественный ход. Это вызвало неоднозначную реакцию специалистов. По мнению Л. Нехорошева, «закованная в железную схему режиссёрского замысла, как её Офелия в железный корсет платья елизаветинских времён, молодая актриса не смогла свободно вдохнуть живительного воздуха искусства, которое её окружало». Однако и он, строго отнёсшийся к этой работе, не мог не признать, что в несколько «механичном» образе Офелии жила своя внутренняя логика и гармония.
Напротив, чрезвычайно высоко оценил эту актёрскую работу Е. Добин. «Некоторую беспомощность актрисы, совсем ещё юной и не накопившей опыта, постановщик превратил в краску характера, робкого и незащищённого… В исполнении неопытной Вертинской, вдохновлённой большим художником, нет ни одной неверной, ни одной тусклой, неточной ноты. Образ — прозрачен и незамутнён. И игра прозрачна и незамутнена. Трагически-прозрачна, как речка, на дне которой Офелия лежит мёртвой», — писал он в эссе «Гамлет. Фильм Козинцева» (1967). «Роль Офелии сложна тем, что её сложно встроить в ряд всех этих грандиозных фигур. И Вертинской это удалось», — говорил много лет спустя кинокритик А. Плахов.
Международная известность и лестные отзывы западной критики, объявившей Вертинскую «Вивьен Ли советского экрана», не были преждевременными. Уже следующая заметная работа актрисы, роль княгини Лизы в фильме «Война и мир» С. Бондарчука, получила восторженные оценки специалистов, отметивших мастерство, с каким сложный (прежде всего, своей мимолётностью) образ она наполнила яркой жизненностью и стремительной динамикой развития. Лишь четырёх небольших сцен оказалось актрисе достаточно, чтобы создать незабываемый образ, претерпевавший стремительную и трагическую метаморфозу. «В образе княгини Лизы мы ощущаем внутреннее движение и цельность, которой актриса добивается не однозначностью внешнего рисунка, а развёртыванием в разных по характеру сценах единой концепции роли», — писал альманах «Актёры советского кино» (1967).
Дальнейшее развитие актрисы проходило, в основном, на театральной сцене («Современник», Таганка, МХАТ). Классические работы А. Вертинской получили высочайшие оценки специалистов, отметивших «утончённый пластический рисунок роли, грациозность сценического существования, сочетание внешней отточенности движений с глубоким внутренним психологизмом». Сложнейшие роли чеховского репертуара — Раневскую, Нину Заречную, Елену Андреевну — актрисе, как писали критики, «удалось сыграть со всей насыщенностью душевных переживаний, избегая как пустого пафоса, так и жёстких оценок». Высоко оценили специалисты и работу Вертинской над Эльмирой в «Тартюфе». «С особой силой в этой роли проявилось виртуозное техническое мастерство актрисы, её интерес к законченной сценической форме… к красоте без нервов, изяществу без надлома, красоте, полной чувств и радости жизни», — писал журнал «Театр». А. Эфрос говорил об актрисе, что она «столь физически естественна и обладает такой изысканной актёрской грацией, что это кажется порой невероятным». Редкой разносторонностью таланта Вертинской, воплощавшей каждым своим выступлением «гармонию жеста, звука, движения», восхищался также В. Гафт.
«Одна из очень немногих актрис, в чьём облике и поведении никогда не было даже намёка на столь свойственную нашему времени суетливость», обладавшая природными интеллигентностью и аристократической грациозностью, развилась в одну из самых «классических» актрис отечественного кинематографа. За два десятилетия А. Вертинская, отмечали критики, совершила гигантский творческий скачок — от очаровательной, но одномерной «Ассоли-Офелии» нача́ла 1960-х годов к универсальному мастеру многих жанров, способному «работать остро и чеканно в любых картинах», оставаясь всегда словно бы за пределами мейнстрима, «вне обоймы».
Триумф Вертинской-Оливии дал повод специалистам посетовать на то, что в конечном итоге комический дар актрисы оказался (по крайней мере, в кино) не реализован. Позже фильм «Мастер и Маргарита» указал на ещё одну грань характера актрисы, оставшуюся на сцене практически невыявленной. Фотограф В. Плотников считал, что актриса «пала жертвой… происхождения», а кроме того — узости мышления режиссёров. По его словам, «все видели её графинюшкой, княгинюшкой, а сама Настя Вертинская про себя совершенно точно знала и в узком кругу нередко повторяла, что она по своей сути… ведьма!».
Кинокритик Татьяна Москвина также считала, что «инфернальная тень булгаковского романа» в полной мере соответствовала истинному кредо Вертинской, которая «Маргаритой» являлась по самой своей сути. «Зла, добра ли? Ты вся — не отсюда…», — эти слова А. Блока критик относила к актрисе, «за пределами земного опыта» оставившей все свои глубинные, тайные творческие устремления. «Непонятный огонёк», которым Булгаков наделил свою святую ведьму, «так или иначе горит во всех героинях Анастасии Вертинской», — писала Т. Москвина.

## Внешность и характер
У Анастасии Вертинской репутация одной из красивейших актрис советского кино. Многие коллеги отмечали при этом особое, «неземное» качество её внешности. «Это инопланетянка… Ощущение, что она соткана из какого-то абсолютно другого материала», — говорила режиссёр Нина Чусова. На тот факт, что героиням А. Вертинской, вне зависимости от их временно́й, классовой или мировоззренческой принадлежности, всегда была свойственна «какая-то поэтическая загадочность, природная грациозность …внешнего облика», — обращал внимание кинокритик Л. Нехорошев. Говоря о необычайной утончённости её облика, актриса Наталья Селезнёва называла А. Вертинскую «совершенством», в которое «просто нельзя было не влюбиться». Константин Райкин называл красоту А. Вертинской «интеллектуальной». «Когда я впервые увидел её, я повёл себя неприлично: я не мог оторвать от неё глаз, взгляд к ней просто прилипал», — вспоминал он. «Как зритель я тогда раскрыл рот и подумал: такого не бывает. Это что-то такое …откуда-то из другого мира, это существо», — рассказывал Игорь Костолевский о своих первых впечатлениях от фильма «Алые паруса». В прессе А. Вертинская в разное время характеризовалась как «советская актриса с антисоветской внешностью», «самая загадочная советская актриса», «непревзойдённый символ романтической женственности на театральной сцене и киноэкране».
Между тем, образ Ассоль, очаровательной девушки, которая мечтает о прекрасном принце и встречает его под алыми парусами, был, по словам Вертинской, чужд ей. «Я — противоположность этой девочки: никогда не ждала никаких принцев, и вообще Алые паруса ко мне не приплывали. Актрисой стать без страданий — невозможно», — много лет спустя говорила она.
Анастасия Вертинская называла себя в высшей степени «структурированным» человеком, склонным к аналитичности и критическому отношению к собственным ошибкам. «Она — ответственный человек, поэтому к каждой роли подходила максимально: что могла, сама делала», — рассказывала о ней сестра Марианна. Об уровне ответственности, которому всегда соответствовала актриса, говорил также А. Калягин. По его словам, «всех, даже зубров» поражало, что она «на каждую репетицию приходила полностью подготовленной: она знала всё о роли и прежних её исполнениях». Объясняя свой уход со сцены и переход к новому жизненному этапу, А. Вертинская говорила: «Дело в том, что я по знаку зодиака — Стрелец. Мне предначертано не останавливаться на достигнутом. Актриса во мне, надеюсь, не кончилась, а поднялась на очередную планку».
Многие отмечали замкнутость характера актрисы, её нежелание быть на виду. Отмечалось, что во многом характер А. Вертинской был сформирован главной трагедией всей её жизни: смертью отца, которого она боготворила. Критики отмечали, что это событие наложило отпечаток на ранние роли актрисы. Давно сотрудничавший с А. Вертинской фотограф В. Плотников считал, что тут проявились «материнские гены»: «Настя спокойно и несуетно смотрит на нынешнюю жизнь. В её позиции явно ощущается духовная высота, достоинство, гордость. Она смотрит на эту жизнь с высоты жизни совсем другой: княжеской, графской. А приходится ей жить, не побоюсь, среди дворни», — говорил он.
Многие из тех, кто в 2000-х годах встречался с А. Вертинской, отмечали, что время практически не изменило её. Театральный критик А. Саед-Шах, встретившаяся с актрисой после 25-летнего перерыва, нашла в ней прежние качества: «…всё то же чувство собственного достоинства, лишённое какой-либо заносчивости. Всё те же элегантная скромность, ненавязчивая красота …и молодость». Виталий Вульф о своих впечатлениях от встречи с А. Вертинской на презентации в начале 2009 года говорил: «Я смотрел на неё и думал: какой удивительный человек, талантливый во всём! Яркая, острая, с невероятным чувством юмора. — Всё сохранилось. И выглядит первоклассно».

### Отношения с сестрой
Старшая сестра Анастасии Марианна Вертинская (род. 1943) — актриса театра и кино. Анастасия, как сама она вспоминала, в детстве «патологически» ревновала отца к Марианне. Отношения между сёстрами были крайне натянутыми. «Я и Маша дрались ужасно, бились просто смертным боем», — вспоминала Вертинская-младшая. Сёстры первое время постоянно находились в конфликте. «Если у Маши был день рождения, точно такой же подарок папа вынужден был дарить мне. Иначе я могла не разговаривать с ним две недели. Наверное, от предчувствия потери у меня была дикая жажда общаться с отцом. Только я, чтобы никто больше», — вспоминала младшая из сестёр.
Впоследствии, по словам А. Вертинской, отношения между ними переменились. «У нас очень дружная семья. Хотя живём в разных домах, но связь не теряем», — говорила она. Между сёстрами нет и творческого соперничества. «Наоборот, Маша всегда просит: Пойди, посмотри, как я сыграла… Ей важно моё мнение», — рассказывала Анастасия Вертинская.

## Личная жизнь
Будучи студенткой Щукинского училища, Анастасия Вертинская познакомилась с 20-летним актёром Никитой Михалковым и в 1966 году вышла за него замуж. «Я была очень влюблена… Меньше всего мы задумывались о том, где нам жить, как зарабатывать деньги, да и жизнь тогда была дешёвой», — вспоминала актриса. Вначале молодожёны жили у Андрея Михалкова-Кончаловского, потом у Михалковых на даче. «У меня не было чувства, что я вышла замуж за артиста. Это был просто мой любимый Никитон. Весёлый, обаятельный, добрейший. Никита всегда был лидером, он очень талантливый… Мы жили и дышали друг другом», — говорила она.
Свадьбу молодые сыграли, когда у них уже был полугодовалый сын Степан (род. 24 сентября 1966 года). Через три года после рождения сына супруги расстались. Позже А. Вертинская объясняла разрыв «жаждой самоутверждения» с обеих сторон. «Я исступлённо, почти маниакально хотела стать актрисой. Ради этого, мне казалось, я должна пожертвовать всем. А Никита, конечно же, шёл своим путём. Ему нужна была женщина, которая жила бы его жизнью, его интересами. Он мне всегда говорил, что назначение женщины — сидеть на даче и рожать детей…», — говорила она.
Развод, по словам А. Вертинской, явился для неё «ужасной трагедией». «Встретились два сильных человека в период своего формирования. Я по натуре — не жена гения, не могу нигде быть вторым человеком, только первой», — говорила она. С годами, по словам актрисы, их отношения улучшились. «Никита всегда находится в моём близком круге, в церкви я молюсь за него, за его семью, чтобы они были здоровы», — рассказывала актриса.
Есть ошибки творческие, человеческие, любовные. Я бы <если бы пришлось жить заново> в первую очередь не сделала человеческих ошибок и любовных. Это уж точно… Такие ошибки происходят в период самоутверждения. Тебе хочется победы над мужчиной, который, в общем-то, тебе не нужен, — нужна всего лишь победа. И ты скачешь, не ведая, куда ступает копыто твоего коня, разрушаешь и жизнь этого человека, и свою жизнь. Именно это я называю самой большой любовной ошибкой…
А. Вертинская признавала, что счастья в семейной жизни не обрела отчасти и в силу особенностей собственного характера. «В 30 лет поняла, что с моим характером очень трудно с кем-то ужиться. Я люблю полную свободу», — говорила она.

### После развода
Вертинская говорила, что союз с Александром Градским (1976—1980; фактически — до 1978) браком не считает вообще. «Он (союз) продлился крайне недолго и не принёс мне ни особых разочарований, ни особого обольщения. Я скорее склонна считать браком союз с человеком, с которым у меня был около двадцати лет роман…», — говорила она (в последней фразе имея в виду отношения с Олегом Ефремовым). Когда корреспондент ИП «Россия» упомянул о воспоминаниях А. Градского об их семейной жизни, актриса оборвала его: «Я не знаю, что там говорил Градский, надо спросить у него. Только я никогда не была за Сашей официально замужем. А вот Никита был моим мужем, причём хорошим».

В последние годы[когда?] в Интернете распространились упоминания о многочисленных «мужьях» А. Вертинской. Отвечая на вопрос корреспондента «Известий» об отношении к статусу «легенды», актриса заметила: 
Когда Вертинского называли легендой, это был знак «плюс»… Когда это слово употребляют применительно ко мне, в этом есть отрицательный смысл. Например, Википедия приписала мне четырёх мужей. Если бы я знала, что Интернет будет так интересоваться количеством моих мужей, я бы ещё несколько раз вышла замуж, чтобы удовлетворить этот интерес. У меня не было четырёх мужей. Но им хочется, чтобы они у меня были… Поэтому я не могу сказать, что мне бы хотелось слыть легендой на этом уровне.А. Вертинская. «Лень — спутница талантливых людей»
В другом интервью, отвечая корреспонденту, упомянувшему четырёх её «гениальных супругов», А. Вертинская заявила: «Постойте! У меня был всего один муж — Никита Михалков. Конечно, случались романы, когда происходят волнение в крови, особый подъём духа, потом это превращается в иные взаимоотношения. Я от романов не отказываюсь, но это — не мои мужья. Я даже не считаю, что у меня были гражданские браки. Самым „долговечным“ человеком в моей жизни был Олег Николаевич Ефремов».
По словам А. Вертинской, именно О. Ефремов с его огромным жизненным опытом дал ей «жизнь как актрисе». «Я его обожала. Ему не было нужно, чтобы я готовила ему супы; всегда находилось, где поесть», — рассказывала она. Вертинская говорила, что Ефремов делал ей предложение, но «в тот период, когда я хотела за него выйти, это было невозможно, так как он был женат. А когда он этого сам захотел, я его уже не любила». При этом она отмечала: «Олег Николаевич был очень пьющим человеком. Это тяжкий крест, и я его взвалить на себя не могла».
Вертинская, по собственному признанию, свыклась с тем, что в мужчинах разбирается плохо. «Мне кажется, что я не очень понимаю этот род человечества. У меня по жизни, в основном — контакты с женщинами: много подруг и почти нет друзей». В жизни актрисы, по её словам, двое любимых мужчин, отец и сын: «Эти два кумира заполняют всю мою потребность в мужчинах. Я рано поняла, что брак — не моя стихия, я не приспособлена для этого».

### Семейное окружение
У Анастасии Вертинской четверо внуков: Александра (род. 1992), Василий (род. 1999), Пётр (род. 2002) и Лука (род. 2017).
22 декабря 2017 года старшая внучка Анастасии Вертинской — Александра — вышла замуж за Петра Скворцова (род. 1994). В феврале 2018 года Александра родила сына Фёдора — первого правнука Анастасии Вертинской. В 2019 году у пары родился второй сын Николай.

Все внуки называют Анастасию «Нана», никогда — «бабушка». О своей новой жизни вне сцены Вертинская рассказывала:
Я была одержима профессией. Ясно было, что моё призвание — это театр. И предлагать мне формулу женщине главное быть женой… было бессмысленно. Бессмысленно это и сейчас. Я совершенно от этого не страдаю, у меня нет никакого комплекса одинокой женщины. Более того, мне было бы ужасно тяжело жить в браке <…> У меня и так семья многодетная, мне хватает опек и забот, но меня никто ни к чему не принуждает. Сын самостоятелен, у внуков есть родители, няни, и я могу ехать куда и когда хочу. Другое дело, я их обожаю, я к ним рвусь и если в субботу — воскресенье их не тискаю, то очень скучаю…
Основное увлечение А. Вертинской сейчас — кулинария (сибирская, грузинская, китайская кухня). «Я увлечена прежде всего искусством кухни. Особенно русской кухни, которую я помню по своей семье и по семье Михалковых-Кончаловских», — говорила актриса в интервью «Известиям». Во многом эта страсть передалась ей от бабушки-сибирячки, которая «потрясающе владела сибирской кухней, а выйдя замуж за грузина, обучилась грузинской».
В последние годы[когда?] А. Вертинская курирует поваров в московских ресторанах Степана Михалкова. Именно сын предложил ей «разработать именное меню», позволив таким образом реализоваться на новом поприще.

## Роли в театре

### Московского театра имени Пушкина
- «Покой нам только снится»; режиссёр: Б. И. Равенских — Шура Свиридова

### «Современник»
- «Мастера» (Р. Стоянов) — Милкана
- «Искусство комедии» (Э. Де Филиппо) — жена
- «Голый король» (Е. Шварц) — фрейлина
- «Третье желание» (В. Блажек[чеш.]) — модельерша
- «Большевики» (М. Шатров) — девушка
- «Чайка» (А. Чехов) — Нина Заречная (1970)
- «С любимыми не расставайтесь» (А. Володин) — Ирина (1972)
- «Погода на завтра» (М. Шатров) — работница узла связи завода (1973)
- «Провинциальные анекдоты» (А. Вампилов) — Виктория (1974)
- «Четыре капли» (В. Розов) — Муза (1974)
- «Двенадцатая ночь» (У. Шекспир) — Оливия (1975)
- «Эшелон» (М. Рощин) — Катя (1975)
- «Вишнёвый сад» (А. Чехов) — Раневская (1976)
- «А поутру они проснулись» (В. Шукшин) — интересная женщина (1977)

### Московский Художественный театр
- «Валентин и Валентина» (М. Рощин) — Валентина
- «Чайка» (А. Чехов) — Нина Заречная
- «Тартюф» (Ж.-Б. Мольер) — Эльмира, жена Оргона (постановка Анатолия Эфроса, 1981)
- «Живой труп» (Л. Толстой) — Лиза (постановка Анатолия Эфроса, 1982)
- «Наедине со всеми» (А. Гельман) — Наташа Голубева
- «Дядя Ваня» (А. Чехов) — Елена Андреевна
- «Эшелон» (М. Рощин) — Катя
- «Перламутровая Зинаида» (М. Рощин) — Пат
- «Прекрасное воскресенье для пикника» (Т. Уильямс) — Доротея

## Фильмография
— главная роль

| Год  |    | Название                                       | Роль                                           |
| ---- | -- | ---------------------------------------------- | ---------------------------------------------- |
| 1961 | ф  | Алые паруса                                    | Ассоль                                         |
| 1961 | ф  | Человек-амфибия                                | Гуттиэре                                       |
| 1964 | ф  | Гамлет                                         | Офелия, дочь Полония                           |
| 1967 | ф  | Анна Каренина                                  | Кити Щербацкая                                 |
| 1968 | ф  | Война и мир                                    | Лиза Болконская                                |
| 1969 | ф  | Влюблённые                                     | Таня                                           |
| 1969 | ф  | Не горюй!                                      | Мэри Цинцадзе                                  |
| 1970 | тф | Обыкновенная история                           | Тафаева                                        |
| 1970 | ф  | Случай с Полыниным                             | Галина Петровна Прокофьева                     |
| 1971 | ф  | Преждевременный человек                        | Ольга Борисовна                                |
| 1971 | ф  | Тень                                           | принцесса Луиза                                |
| 1972 | ф  | Человек на своём месте                         | Клара Семёновна Вересова, студентка-архитектор |
| 1974 | тф | Домби и сын                                    | Эдит Грейнджер                                 |
| 1975 | тф | Дома вдовца                                    | Бланш                                          |
| 1978 | тф | Безымянная звезда                              | Мона                                           |
| 1978 | тф | Двенадцатая ночь                               | Оливия                                         |
| 1980 | тф | Овод                                           | Джемма                                         |
| 1982 | тф | Кража                                          | Маргарет Старкуэтер                            |
| 1987 | с  | Дни и годы Николая Батыгина                    | Лиза Пальцева                                  |
| 1988 | тф | Буря                                           | Просперо / Ариэль                              |
| 1988 | тф | Житие Дон Кихота и Санчо                       | герцогиня                                      |
| 1988 | ф  | Новые приключения янки при дворе короля Артура | Моргана                                        |
| 1989 | ф  | В городе Сочи тёмные ночи                      | Дуня Фомкина                                   |
| 1989 | тф | Тартюф                                         | Эльмира                                        |
| 1991 | ф  | Жажда страсти                                  | Она                                            |
| 1994 | ф  | Мастер и Маргарита                             | Маргарита                                      |
| 1995 | с  | Русский проект (сюжет «Берегите любовь»)       | жена                                           |
| 2000 | ф  | Бременские музыканты & Co                      | Атаманша                                       |
| 2002 | ф  | Казус белли                                    | Имя персонажа не указано                       |

### Озвучивание
- 1979 — Д’Артаньян и три мушкетёра — Констанция Бонасье (роль Ирины Алфёровой)

#### Озвучивание мультфильмов
- 1983 — Волчище — серый хвостище — Лисичка-сестричка
- 1984 — Медведь — липовая нога — Лиса Патрикеевна

## Радиоспектакли
- 1981 — «Чайка» (А. П. Чехов), режиссёр Олег Ефремов — Нина Заречная

## Генеалогия
|                                |                                |                                |                                |                                       |                                       |                                       |                                       |                                       |                                       |                                |                                | Владимир Михалков (1817—1900)  |                                |                                |                                |                                |                                |                             |                             |                             |                             |                             |                             |                                  |                                  |                                  |                                  |                                  |                                  |                               |                               |                               |                               |                               |                               |                                 |                                 |                                 |                                 |                                       |                                       |                                       |                                       |                                       |                                       |                          |                          |                          |                          |  |  |                             |                             |                             |                             |                             |                             |  |  |
|                                |                                |                                |                                |                                       |                                       |                                       |                                       |                                       |                                       |                                |                                |                                |                                |                                |                                |                                |                                |                             |                             |                             |                             |                             |                             |                                  |                                  |                                  |                                  |                                  |                                  |                               |                               |                               |                               |                               |                               |                                 |                                 |                                 |                                 |                                       |                                       |                                       |                                       |                                       |                                       |                          |                          |                          |                          |  |  |                             |                             |                             |                             |                             |                             |  |  |
|                                |                                |                                |                                |                                       |                                       |                                       |                                       |                                       |                                       |                                |                                | Александр Михалков (1856—1915) | Александр Михалков (1856—1915) | Александр Михалков (1856—1915) | Александр Михалков (1856—1915) | Александр Михалков (1856—1915) | Александр Михалков (1856—1915) |                             |                             | Василий Суриков (1848—1916) | Василий Суриков (1848—1916) | Василий Суриков (1848—1916) | Василий Суриков (1848—1916) | Василий Суриков (1848—1916)      | Василий Суриков (1848—1916)      |                                  |                                  |                                  |                                  |                               |                               | Пётр Кончаловский (1839—1904) | Пётр Кончаловский (1839—1904) | Пётр Кончаловский (1839—1904) | Пётр Кончаловский (1839—1904) | Пётр Кончаловский (1839—1904)   | Пётр Кончаловский (1839—1904)   |                                 |                                 |                                       |                                       |                                       |                                       |                                       |                                       |                          |                          |                          |                          |  |  |                             |                             |                             |                             |                             |                             |  |  |
|                                |                                |                                |                                |                                       |                                       |                                       |                                       |                                       |                                       |                                |                                | Александр Михалков (1856—1915) | Александр Михалков (1856—1915) | Александр Михалков (1856—1915) | Александр Михалков (1856—1915) | Александр Михалков (1856—1915) | Александр Михалков (1856—1915) |                             |                             | Василий Суриков (1848—1916) | Василий Суриков (1848—1916) | Василий Суриков (1848—1916) | Василий Суриков (1848—1916) | Василий Суриков (1848—1916)      | Василий Суриков (1848—1916)      |                                  |                                  |                                  |                                  |                               |                               | Пётр Кончаловский (1839—1904) | Пётр Кончаловский (1839—1904) | Пётр Кончаловский (1839—1904) | Пётр Кончаловский (1839—1904) | Пётр Кончаловский (1839—1904)   | Пётр Кончаловский (1839—1904)   |                                 |                                 |                                       |                                       |                                       |                                       |                                       |                                       |                          |                          |                          |                          |  |  |                             |                             |                             |                             |                             |                             |  |  |
|                                |                                |                                |                                |                                       |                                       |                                       |                                       |                                       |                                       |                                |                                |                                |                                |                                |                                |                                |                                |                             |                             |                             |                             |                             |                             |                                  |                                  |                                  |                                  |                                  |                                  |                               |                               |                               |                               |                               |                               |                                 |                                 |                                 |                                 |                                       |                                       |                                       |                                       |                                       |                                       |                          |                          |                          |                          |  |  |                             |                             |                             |                             |                             |                             |  |  |
|                                |                                |                                |                                | Ольга Глебова (1883—1943)             | Ольга Глебова (1883—1943)             | Ольга Глебова (1883—1943)             | Ольга Глебова (1883—1943)             | Ольга Глебова (1883—1943)             | Ольга Глебова (1883—1943)             |                                |                                | Владимир Михалков (1886—1932)  | Владимир Михалков (1886—1932)  | Владимир Михалков (1886—1932)  | Владимир Михалков (1886—1932)  | Владимир Михалков (1886—1932)  | Владимир Михалков (1886—1932)  |                             |                             | Ольга Сурикова (1878—1958)  | Ольга Сурикова (1878—1958)  | Ольга Сурикова (1878—1958)  | Ольга Сурикова (1878—1958)  | Ольга Сурикова (1878—1958)       | Ольга Сурикова (1878—1958)       |                                  |                                  | Пётр Кончаловский (1876—1956)    | Пётр Кончаловский (1876—1956)    | Пётр Кончаловский (1876—1956) | Пётр Кончаловский (1876—1956) | Пётр Кончаловский (1876—1956) | Пётр Кончаловский (1876—1956) |                               |                               | Максим Кончаловский (1875—1942) | Максим Кончаловский (1875—1942) | Максим Кончаловский (1875—1942) | Максим Кончаловский (1875—1942) | Максим Кончаловский (1875—1942)       | Максим Кончаловский (1875—1942)       |                                       |                                       |                                       |                                       |                          |                          |                          |                          |  |  |                             |                             |                             |                             |                             |                             |  |  |
|                                |                                |                                |                                | Ольга Глебова (1883—1943)             | Ольга Глебова (1883—1943)             | Ольга Глебова (1883—1943)             | Ольга Глебова (1883—1943)             | Ольга Глебова (1883—1943)             | Ольга Глебова (1883—1943)             |                                |                                | Владимир Михалков (1886—1932)  | Владимир Михалков (1886—1932)  | Владимир Михалков (1886—1932)  | Владимир Михалков (1886—1932)  | Владимир Михалков (1886—1932)  | Владимир Михалков (1886—1932)  |                             |                             | Ольга Сурикова (1878—1958)  | Ольга Сурикова (1878—1958)  | Ольга Сурикова (1878—1958)  | Ольга Сурикова (1878—1958)  | Ольга Сурикова (1878—1958)       | Ольга Сурикова (1878—1958)       |                                  |                                  | Пётр Кончаловский (1876—1956)    | Пётр Кончаловский (1876—1956)    | Пётр Кончаловский (1876—1956) | Пётр Кончаловский (1876—1956) | Пётр Кончаловский (1876—1956) | Пётр Кончаловский (1876—1956) |                               |                               | Максим Кончаловский (1875—1942) | Максим Кончаловский (1875—1942) | Максим Кончаловский (1875—1942) | Максим Кончаловский (1875—1942) | Максим Кончаловский (1875—1942)       | Максим Кончаловский (1875—1942)       |                                       |                                       |                                       |                                       |                          |                          |                          |                          |  |  |                             |                             |                             |                             |                             |                             |  |  |
|                                |                                |                                |                                |                                       |                                       |                                       |                                       |                                       |                                       |                                |                                |                                |                                |                                |                                |                                |                                |                             |                             |                             |                             |                             |                             |                                  |                                  |                                  |                                  |                                  |                                  |                               |                               |                               |                               |                               |                               |                                 |                                 |                                 |                                 |                                       |                                       |                                       |                                       |                                       |                                       |                          |                          |                          |                          |  |  |                             |                             |                             |                             |                             |                             |  |  |
|                                |                                |                                |                                |                                       |                                       |                                       |                                       |                                       |                                       |                                |                                |                                |                                |                                |                                |                                |                                |                             |                             |                             |                             |                             |                             |                                  |                                  |                                  |                                  |                                  |                                  |                               |                               |                               |                               |                               |                               |                                 |                                 |                                 |                                 |                                       |                                       |                                       |                                       |                                       |                                       |                          |                          |                          |                          |  |  |                             |                             |                             |                             |                             |                             |  |  |
| Михаил Михалков (1922—2006)    | Михаил Михалков (1922—2006)    | Михаил Михалков (1922—2006)    | Михаил Михалков (1922—2006)    | Михаил Михалков (1922—2006)           | Михаил Михалков (1922—2006)           |                                       |                                       | Александр Михалков (1917—2001)        | Александр Михалков (1917—2001)        | Александр Михалков (1917—2001) | Александр Михалков (1917—2001) | Александр Михалков (1917—2001) | Александр Михалков (1917—2001) |                                |                                | Сергей Михалков (1913—2009)    | Сергей Михалков (1913—2009)    | Сергей Михалков (1913—2009) | Сергей Михалков (1913—2009) | Сергей Михалков (1913—2009) | Сергей Михалков (1913—2009) |                             |                             | Наталья Кончаловская (1903—1988) | Наталья Кончаловская (1903—1988) | Наталья Кончаловская (1903—1988) | Наталья Кончаловская (1903—1988) | Наталья Кончаловская (1903—1988) | Наталья Кончаловская (1903—1988) |                               |                               |                               |                               |                               |                               | Нина Кончаловская (1908—1994)   | Нина Кончаловская (1908—1994)   | Нина Кончаловская (1908—1994)   | Нина Кончаловская (1908—1994)   | Нина Кончаловская (1908—1994)         | Нина Кончаловская (1908—1994)         |                                       |                                       |                                       |                                       |                          |                          |                          |                          |  |  |                             |                             |                             |                             |                             |                             |  |  |
| Михаил Михалков (1922—2006)    | Михаил Михалков (1922—2006)    | Михаил Михалков (1922—2006)    | Михаил Михалков (1922—2006)    | Михаил Михалков (1922—2006)           | Михаил Михалков (1922—2006)           |                                       |                                       | Александр Михалков (1917—2001)        | Александр Михалков (1917—2001)        | Александр Михалков (1917—2001) | Александр Михалков (1917—2001) | Александр Михалков (1917—2001) | Александр Михалков (1917—2001) |                                |                                | Сергей Михалков (1913—2009)    | Сергей Михалков (1913—2009)    | Сергей Михалков (1913—2009) | Сергей Михалков (1913—2009) | Сергей Михалков (1913—2009) | Сергей Михалков (1913—2009) |                             |                             | Наталья Кончаловская (1903—1988) | Наталья Кончаловская (1903—1988) | Наталья Кончаловская (1903—1988) | Наталья Кончаловская (1903—1988) | Наталья Кончаловская (1903—1988) | Наталья Кончаловская (1903—1988) |                               |                               |                               |                               |                               |                               | Нина Кончаловская (1908—1994)   | Нина Кончаловская (1908—1994)   | Нина Кончаловская (1908—1994)   | Нина Кончаловская (1908—1994)   | Нина Кончаловская (1908—1994)         | Нина Кончаловская (1908—1994)         |                                       |                                       |                                       |                                       |                          |                          |                          |                          |  |  |                             |                             |                             |                             |                             |                             |  |  |
|                                |                                |                                |                                |                                       |                                       |                                       |                                       |                                       |                                       |                                |                                |                                |                                |                                |                                |                                |                                |                             |                             |                             |                             |                             |                             |                                  |                                  |                                  |                                  |                                  |                                  |                               |                               |                               |                               |                               |                               |                                 |                                 |                                 |                                 |                                       |                                       |                                       |                                       |                                       |                                       |                          |                          |                          |                          |  |  |                             |                             |                             |                             |                             |                             |  |  |
|                                |                                |                                |                                |                                       |                                       |                                       |                                       |                                       |                                       |                                |                                |                                |                                |                                |                                |                                |                                |                             |                             |                             |                             |                             |                             |                                  |                                  |                                  |                                  |                                  |                                  |                               |                               |                               |                               |                               |                               |                                 |                                 |                                 |                                 |                                       |                                       |                                       |                                       |                                       |                                       |                          |                          |                          |                          |  |  |                             |                             |                             |                             |                             |                             |  |  |
| Наталия Аринбасарова (р. 1946) | Наталия Аринбасарова (р. 1946) | Наталия Аринбасарова (р. 1946) | Наталия Аринбасарова (р. 1946) | Наталия Аринбасарова (р. 1946)        | Наталия Аринбасарова (р. 1946)        |                                       |                                       | Андрей Кончаловский (р. 1937)         | Андрей Кончаловский (р. 1937)         | Андрей Кончаловский (р. 1937)  | Андрей Кончаловский (р. 1937)  | Андрей Кончаловский (р. 1937)  | Андрей Кончаловский (р. 1937)  |                                |                                | Юлия Высоцкая (р. 1973)        | Юлия Высоцкая (р. 1973)        | Юлия Высоцкая (р. 1973)     | Юлия Высоцкая (р. 1973)     | Юлия Высоцкая (р. 1973)     | Юлия Высоцкая (р. 1973)     |                             |                             | Анастасия Вертинская (р. 1944)   | Анастасия Вертинская (р. 1944)   | Анастасия Вертинская (р. 1944)   | Анастасия Вертинская (р. 1944)   | Анастасия Вертинская (р. 1944)   | Анастасия Вертинская (р. 1944)   |                               |                               | Никита Михалков (р. 1945)     | Никита Михалков (р. 1945)     | Никита Михалков (р. 1945)     | Никита Михалков (р. 1945)     | Никита Михалков (р. 1945)       | Никита Михалков (р. 1945)       |                                 |                                 | Татьяна Михалкова (Шигаева) (р. 1947) | Татьяна Михалкова (Шигаева) (р. 1947) | Татьяна Михалкова (Шигаева) (р. 1947) | Татьяна Михалкова (Шигаева) (р. 1947) | Татьяна Михалкова (Шигаева) (р. 1947) | Татьяна Михалкова (Шигаева) (р. 1947) |                          |                          |                          |                          |  |  |                             |                             |                             |                             |                             |                             |  |  |
| Наталия Аринбасарова (р. 1946) | Наталия Аринбасарова (р. 1946) | Наталия Аринбасарова (р. 1946) | Наталия Аринбасарова (р. 1946) | Наталия Аринбасарова (р. 1946)        | Наталия Аринбасарова (р. 1946)        |                                       |                                       | Андрей Кончаловский (р. 1937)         | Андрей Кончаловский (р. 1937)         | Андрей Кончаловский (р. 1937)  | Андрей Кончаловский (р. 1937)  | Андрей Кончаловский (р. 1937)  | Андрей Кончаловский (р. 1937)  |                                |                                | Юлия Высоцкая (р. 1973)        | Юлия Высоцкая (р. 1973)        | Юлия Высоцкая (р. 1973)     | Юлия Высоцкая (р. 1973)     | Юлия Высоцкая (р. 1973)     | Юлия Высоцкая (р. 1973)     |                             |                             | Анастасия Вертинская (р. 1944)   | Анастасия Вертинская (р. 1944)   | Анастасия Вертинская (р. 1944)   | Анастасия Вертинская (р. 1944)   | Анастасия Вертинская (р. 1944)   | Анастасия Вертинская (р. 1944)   |                               |                               | Никита Михалков (р. 1945)     | Никита Михалков (р. 1945)     | Никита Михалков (р. 1945)     | Никита Михалков (р. 1945)     | Никита Михалков (р. 1945)       | Никита Михалков (р. 1945)       |                                 |                                 | Татьяна Михалкова (Шигаева) (р. 1947) | Татьяна Михалкова (Шигаева) (р. 1947) | Татьяна Михалкова (Шигаева) (р. 1947) | Татьяна Михалкова (Шигаева) (р. 1947) | Татьяна Михалкова (Шигаева) (р. 1947) | Татьяна Михалкова (Шигаева) (р. 1947) |                          |                          |                          |                          |  |  |                             |                             |                             |                             |                             |                             |  |  |
|                                |                                |                                |                                |                                       |                                       |                                       |                                       |                                       |                                       |                                |                                |                                |                                |                                |                                |                                |                                |                             |                             |                             |                             |                             |                             |                                  |                                  |                                  |                                  |                                  |                                  |                               |                               |                               |                               |                               |                               |                                 |                                 |                                 |                                 |                                       |                                       |                                       |                                       |                                       |                                       |                          |                          |                          |                          |  |  |                             |                             |                             |                             |                             |                             |  |  |
|                                |                                |                                |                                |                                       |                                       |                                       |                                       |                                       |                                       |                                |                                |                                |                                |                                |                                |                                |                                |                             |                             |                             |                             |                             |                             |                                  |                                  |                                  |                                  |                                  |                                  |                               |                               |                               |                               |                               |                               |                                 |                                 |                                 |                                 |                                       |                                       |                                       |                                       |                                       |                                       |                          |                          |                          |                          |  |  |                             |                             |                             |                             |                             |                             |  |  |
|                                |                                |                                |                                | Егор Михалков- Кончаловский (р. 1966) | Егор Михалков- Кончаловский (р. 1966) | Егор Михалков- Кончаловский (р. 1966) | Егор Михалков- Кончаловский (р. 1966) | Егор Михалков- Кончаловский (р. 1966) | Егор Михалков- Кончаловский (р. 1966) |                                |                                | Мария Кончаловская (р. 1999)   | Мария Кончаловская (р. 1999)   | Мария Кончаловская (р. 1999)   | Мария Кончаловская (р. 1999)   | Мария Кончаловская (р. 1999)   | Мария Кончаловская (р. 1999)   |                             |                             | Пётр Кончаловский (р. 2003) | Пётр Кончаловский (р. 2003) | Пётр Кончаловский (р. 2003) | Пётр Кончаловский (р. 2003) | Пётр Кончаловский (р. 2003)      | Пётр Кончаловский (р. 2003)      |                                  |                                  | Степан Михалков (р. 1966)        | Степан Михалков (р. 1966)        | Степан Михалков (р. 1966)     | Степан Михалков (р. 1966)     | Степан Михалков (р. 1966)     | Степан Михалков (р. 1966)     |                               |                               | Анна Михалкова (р. 1974)        | Анна Михалкова (р. 1974)        | Анна Михалкова (р. 1974)        | Анна Михалкова (р. 1974)        | Анна Михалкова (р. 1974)              | Анна Михалкова (р. 1974)              |                                       |                                       | Артём Михалков (р. 1975)              | Артём Михалков (р. 1975)              | Артём Михалков (р. 1975) | Артём Михалков (р. 1975) | Артём Михалков (р. 1975) | Артём Михалков (р. 1975) |  |  | Надежда Михалкова (р. 1986) | Надежда Михалкова (р. 1986) | Надежда Михалкова (р. 1986) | Надежда Михалкова (р. 1986) | Надежда Михалкова (р. 1986) | Надежда Михалкова (р. 1986) |  |  |